# Madame Gelot-Sandoz
Madame Gelot-Sandoz, nata Charlotte Sandoz (Nîmes, 27 dicembre 1803 – Parigi, 8 agosto 1846), è stata una fotografa francese, fu una delle prime professioniste parigine femminili dagherrotipiste assieme a Amélie Guillot-Saguez nel 1844.

## Biografia
Figlia di Jean-Jacques, un liutaio indiano, e di Charlotte Virchaud, entrambi i genitori nati in Svizzera nei pressi di Neuchâtel ma sposatisi a Bourgoin-Jallieu nel 1792. Non sono noti i motivi per i quali la famiglia si trasferì a Nîmes né successivamente se si sia trasferita a Lione solo Charlotte o tutta la famiglia. In questa città incontrò e sposò il sarto e disegnatore di tessuti Antoine Gelot nel 1927, specializzato nel commercio di scialli, per i quali aprì alcune aziende che raccolsero un certo successo. Ebbero tre figli: i primi due nacquero a Lione, un maschio ed una femmina nel 1831 e nel 1835 e la terza a Parigi nel 1838.
Fu qui che decisero di aprire un atelier fotografico con il nome di Gelot-Sandoz ed anche se per molti anni si è pensato che fossero state scattate dal marito, in realtà le foto portano la firma, quasi tutte, di A. Gelot-Sandoz, ed oggi i critici sono concordi nell'attribuirle a lei. La "mise en scene" dei primi ritratti costituì un fatto importantissimo specialmente per le classi nobiliari e per i ceti sociali elevati, per i letterati e per le persone di alto rango. Questo nuovo modo che ebbero di mettersi in "mostra" rifletté anche il proprio status sociale perciò anche lo studio del fotografo diventò molto presto un luogo prestigioso e di forte impatto sociale. Madame Gelot-Sandoz fu una delle rare donne dagherrotipiste che ebbe un proprio studio a Parigi con una pubblicità che vantava "Ritratti Fotogenici all'ombra con qualsiasi tempo. Di Mme. Gelot-Sandoz, Boulevard Poissonnière, 2 Paris". Non avendo che scarse informazioni su questa fotografa non possiamo confermare quanto affermato da una fonte canadese secondo la quale fin dal 1841 Madame Gelot-Sandoz sarebbe stata la prima donna professionista al mondo ad usare il dagherrotipo.
Madame Gelot-Sandoz morì prematuramente nel 1846. Le sue fotografie sono conservate presso il Museo Nicéphore Niepce, la National Gallery of Art, il Musée français de la photographie di Bièvres.
Nel 2022 alla Photographers' Gallery si è tenuta una mostra collettiva dedicata alle donne fotografe dal titolo The Alternative History of Photography, per la cura di Graham Howe and Philip Prodger, in cui erano presenti anche opere di Madame Gelot-Sandoz.